# Samsenethai
Samsenethai (còn gọi Un Heuan hay Thao Oune Heuane) là vị vua thứ hai của nhà nước Lan Xang, con của vua Fa Ngum.
Ông trị vì từ năm 1373 đến năm 1416.Vương hiệu Samsenethai của ông nghĩa đen là "300.000 người Thái", vì vậy có lẽ phản ánh phạm vi lãnh thổ mà ông kiểm soát được liên quan đến con số người này. Tuy nhiên không rõ con số này chỉ lực lượng quân đội của ông hay dân số của đất nước.
Ông có hai người vợ; một là Công chúa Ngo Fa xứ Ayutthaya, và hai là Công chúa Noy Onsa xứ Lan Na. ông có ba người con trai với người vợ Ayutthaya gồm Hoàng tử Lan Kham Deng, Hoàng tử Sai, Hoàng tử Khamteam. Và cũng có ba người con trai với người vợ xứ Lan Na gồm Hoàng tử Kongkeo, Hoàng tử Leu Xay, và Hoàng tử Fa Kheun. Samsenethai còn có năm con gái: Công chúa Keo Koumari, Công chúa Anousa, Công chúa Manora, Công chúa Souphutta, và Công chúa Siva Yaka.